# Nidderau
Nidderau è una città tedesca situata nel land dell'Assia.